# آدریان ناهوئل مارتینز
آدریان ناهوئل مارتینز (انگلیسی: Adrián Nahuel Martínez؛ زادهٔ ۱۳ فوریهٔ ۱۹۹۲) بازیکن فوتبال اهل آرژانتین است.
از باشگاه‌هایی که در آن بازی کرده‌است می‌توان به باشگاه فوتبال آرسنال ساراندی و باشگاه ورزشی سن لورنسو آلماگرو اشاره کرد.
وی همچنین در تیم‌های ملی فوتبال زیر ۲۰ سال آرژانتین و زیر ۲۳ سال آرژانتین بازی کرده‌است.